# Alfre Woodard
Alfre Woodard, född 8 november 1952 i Tulsa, Oklahoma, är en amerikansk skådespelare.
Woodard har varit med i över 50 filmer, bl.a. Crooklyn (1994), Primal Fear (1996), Star Trek: First Contact (1996), Beauty Shop (2005) och Take the Lead (2006). Hon har även producerat filmen Down in the Delta (1998). På senare år har hon uppmärksammats för sin roll i TV-serien Desperate Housewives där hon spelar Betty Applewhite.
Hon är även politisk aktivist för Demokraterna.
Alfre Woodard är fyrfaldigt Emmy-vinnare i roller från Spanarna på Hill Street, Lagens änglar, Miss Evers' Boys och Advokaterna.

## Filmografi i urval
- 1983 – Spanarna på Hill Street (TV-serie)
- 1983 – Cross Creek
- 1986 – Lagens änglar (TV-serie)
- 1989 – En tjej med glöd
- 1992 – Passion Fish
- 1994 – Crooklyn
- 1993 – Heart and Souls
- 1995 – Hur man gör ett amerikanskt lapptäcke
- 1996 – Follow Me Home
- 1996 – Primal Fear
- 1996 – Star Trek: First Contact
- 1997 – Miss Evers' Boys (TV-film)
- 1998 – Down in the Delta (produktion)
- 2000 – Dinosaurier (röst)
- 2001 – K-PAX
- 2003 – Advokaterna (TV-serie)
- 2003 – The Core
- 2003 – Radio
- 2005 – Beauty Shop
- 2005–2006 – Desperate Housewives (TV-serie)
- 2006 – Take the Lead
- 2009 – Three Rivers (TV-serie)
- 2010–2012 – True Blood (TV-serie)
- 2013 – 12 Years a Slave
- 2014 – Annabelle
- 2015 – Mississippi Grind
- 2016 – Captain America: Civil War
- 2016 – Luke Cage (TV-serie)
- 2019 – Lejonkungen (röst)